# Oderint, dum metuant

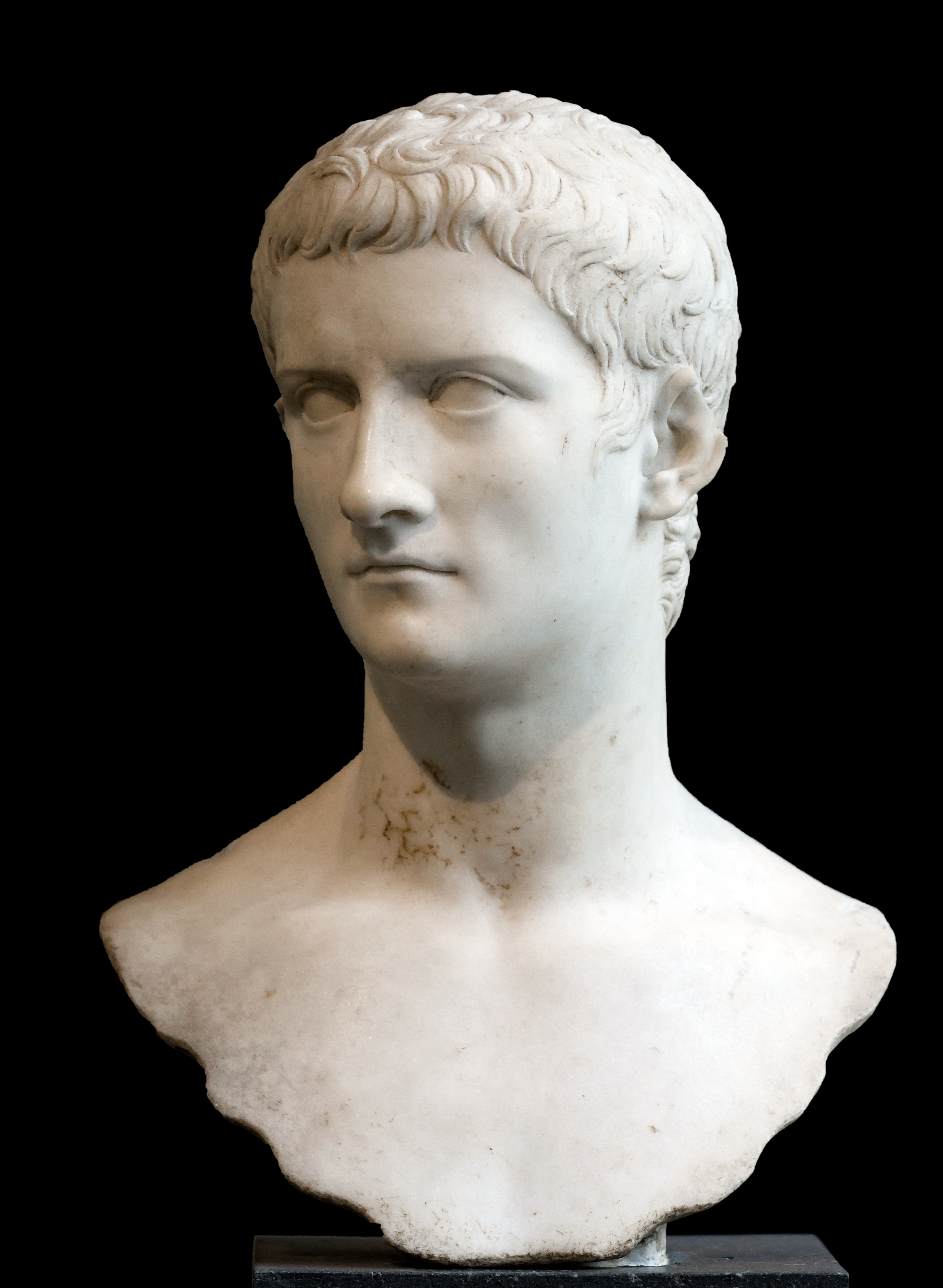
Император Калигула, любивший повторять данное выражение

Oderint, dum metuant (с лат. — «Пусть ненавидят, лишь бы боялись») — латинское крылатое выражение.
Употребляется для характеристики власти или правителя, которые держатся на страхе подчинённых.
Источником считают слова жестокого царя Атрея из одноимённой трагедии древнеримского поэта Луция Акция.
Согласно Светонию, это выражение любил повторять император Калигула

Казнить человека он всегда требовал мелкими частыми ударами, повторяя свой знаменитый приказ: «Бей, чтобы он чувствовал, что умирает!» Когда по ошибке был казнён вместо нужного человека другой с тем же именем, он воскликнул: «И этот того стоил». Он постоянно повторял известные слова трагедии: «Пусть ненавидят, лишь бы боялись!» (лат. Oderint, dum metuant)